# أولغا كيرش
أولغا كيرش (بالعبرية: אולגה קירש‏) هي مترجمة وكاتِبة وشاعرة جنوب أفريقية، ولدت في 23 سبتمبر 1924 في Koppies ‏ في جنوب أفريقيا، وتوفيت في 5 يونيو 1997 في رحوفوت في إسرائيل بسبب سرطان.